# Stygopholcus
Stygopholcus là một chi nhện trong họ Pholcidae.

## Các loài
Các loài trong chi này gồm:
- Stygopholcus absoloni (Kulczynski, 1914)
- Stygopholcus photophilus Senglet, 1971
- Stygopholcus skotophilus Kratochvíl, 1940